# Air Senggeris
Air Senggeris is een bestuurslaag in het regentschap Banyuasin van de provincie Zuid-Sumatra, Indonesië. Air Senggeris telt 643 inwoners (volkstelling 2010).